# Verneuil-Grand
Verneuil-Grand of Le Grand Verneuil is een gemeente in het Franse departement Meuse (regio Grand Est) en telt 201 inwoners (1999). De plaats maakt deel uit van het arrondissement Verdun. Het plaatsje ligt aan de Chiers.

## Geografie
| Aangrenzende gemeenten | Aangrenzende gemeenten | Aangrenzende gemeenten | Aangrenzende gemeenten | Aangrenzende gemeenten |
| ---------------------- | ---------------------- | ---------------------- | ---------------------- | ---------------------- |
|                        |                        | Verneuil-Petit         |                        |                        |
|                        |                        |                        |                        |                        |
| Montmédy               | Écouviez Rouvroy       |                        |                        |                        |
|                        |                        |                        |                        |                        |
|                        |                        | Villécloye             |                        | Velosnes               |

De onderstaande kaart toont de ligging van Verneuil-Grand met de belangrijkste infrastructuur en aangrenzende gemeenten.

## Demografie
Onderstaande figuur toont het verloop van het inwonertal (bron: INSEE-tellingen).